# Petrotec
Die PETROTEC AG mit Sitz im nordrhein-westfälischen Borken ist ein deutscher Hersteller von Biodiesel aus gebrauchten Speisefetten der Gastronomie, Pflanzenfetten und anderen Fetten.
Sie war einer der Pioniere der deutschen Biodieselindustrie und ist heute einer der größten Entsorgungsbetriebe für Altspeisefette in Deutschland.
Die Petrotec AG fungierte als reine Dachgesellschaft; operative Tochterunternehmen waren die „Vital Fettrecycling GmbH“, welche die Rohstoffe aufbereitet und Biodiesel produzierte sowie die „Petrotec Biodiesel GmbH“, die als Vertriebsgesellschaft fungierte. Eine weitere Betriebsstätte von Petrotec befand sich in Emden, eine Verwaltungs-Außenstelle in Ratingen. Zwischen 2014 und 2017 wurde die Petrotec AG von der REG Overseas Holding aus Amsterdam übernommen.

## Geschichte
Im Jahr 1991 gründete der Tierfutterhersteller „Bewital KG“ am Betriebsstandort Borken-Burlo das Tochterunternehmen „Vital Fettrecycling GmbH“. 1995 baute „Bewital Fette“ dort ein Entsorgungskonzept für Altfette auf. Ab 1998 entwickelte Bewital ein eigenes Verfahren zur Herstellung von Biodiesel. Im Jahr 2000 wurde eine Pilotanlage für die Biodieselproduktion mit einer Jahreskapazität von 12.000 Tonnen errichtet, aus der das Tochterunternehmen Petrotec entstand. Daher gilt Petrotec als einer der deutschen Pioniere der Biodieselbranche, insbesondere bei der Herstellung aus Altspeisefetten und anderen pflanzlichen Fetten. Im Jahr 2002 wurde eine neue Anlage mit einer Kapazität von rund 50.000 Tonnen pro Jahr in Betrieb genommen, 2005 erweitert auf eine Jahreskapazität von 85.000 Tonnen.
Im Zuge einer Umstrukturierung der Bewital-Gruppe wurden Petrotec und Vital-Fettrecycling 2006 für 70,2 Millionen Euro von der Besitzerfamilie an das Private-Equity-Unternehmen Warburg Pincus veräußert. Mit Wirkung zum 6. November 2006 folgte die Notierung der Petrotec AG an der Frankfurter Wertpapierbörse. Der Erlös von 98 Mio. Euro aus dem Börsengang wurde größtenteils von Warburg Pincus zur Tilgung der für den Kauf bei der IKB aufgenommenen Kredite verwendet. 2008 wurde im Seehafen von Emden eine Biodieselanlage mit einer Jahreskapazität von 100.000 Tonnen in Betrieb genommen, zu der auch ein Labor sowie ein Tanklager für Altspeisefett und Biodiesel und eine eigene Be- und Entladeeinheit am Hafenpier gehören. Ein großer Teil des erzeugten Biodiesels wird in die Länder der Europäischen Union und in die Vereinigten Staaten exportiert, ebenso kommt ein Großteil der Rohstoffe aus Übersee. 2009 wurden die in Frankreich und Polen bestehenden Tochtergesellschaften aufgelöst.
Ende 2010/Anfang 2011 geriet Petrotec in die nationalen und internationalen Schlagzeilen, als bekannt wurde, dass der Tierfutterhersteller Harles und Jentzsch in Uetersen über den niederländischen Zwischenhändler „Olivet NV“ von Petrotec jahrelang erhebliche Mengen Mischfettsäuren – Reststoffe der Biodieselherstellung – die zur technischen Verwendung deklariert und aus ungeklärten Gründen mit Dioxinen belastet waren, bezogen und verarbeitet hatte.

## Aktie
Die Aktien des Unternehmens wurden erstmals im November 2006 im Prime Standard der Frankfurter Wertpapierbörse notiert. Mehrheitsaktionär (69,08 % Stimmrechtsanteil) des Unternehmens war die „IC Green Energy“, eine im Geschäftsfeld Bioenergie tätige Tochterholding der israelischen Unternehmensgruppe Israel Corporation. Am 14. Mai 2014 wurde die Aktie in den ÖkoDAX aufgenommen.
Die Börsenzulassung endete im Oktober 2015 auf Antrag des Vorstands.